# تئاتر یوغ
تئاتر دواتی «یوغ» جمهوری آذربایجان (به ترکی آذربایجانی- Azərbaycan Dövlət "Yuğ» Teatrı) در ۱۸ ماه اکتبر سال ۱۹۸۹ میلادی از سوی «حسن آقا تورابف» و «واقف آبراهی اوغلو» به تأسیس رسیده‌است.

«واقف آبراهی اوغلو» تا سال ۲۰۱۱ میلادی مدیر هنری این تئاتر بوده و بعد «ترلان رسولف» مدیریت آن را بر عهده گرفته‌است.

ساختمان تئاتر «یوغ» از اهمیت تاریخی برخوردار می‌باشد. این بنا در سال ۱۸۸۸ میلادی ساخته شده‌است. در اولین دوره راه اندازی، این ساختمان به عنوان حمام «حاجی فرج‌الله» فعلیت کرده بود.

## پرسنل تئاتر
- ویدادی حسنف (خادم هنر افتخاری)
- محمد صفا (خادم هنر افتخاری)
- فرهاد اسرافیلوف (خادم هنر افتخاری)
- یاقوت پاشازاده (خادم هنر افتخاری)
- سوناخانم میکاییلوا (خادم هنر افتخاری)
- گولزار قوربانووا (خادم هنر افتخاری)